# Yeşilvadi, Aziziye
Yeşilvadi là một xã thuộc huyện Aziziye, tỉnh Erzurum, Thổ Nhĩ Kỳ. Dân số thời điểm năm 2011 là 77 người.